# E-Wolf e2
E2 — спортивный электромобиль малосерийной фирмы e-Wolf GmbH из города Нойенраде (Германия). Вторая собственная модель фирмы после спортивного электромобиля E1. Модель существует пока в качестве прототипа. Серийный выпуск был запланирован на 2011 г. Материал кузова - карбон.

## Характеристики
- 4 электромотора - по 100 кВт/134 л.с. на каждое колесо (расчет - амперы*вольты=ватты, 746 ватт = 1 л.с.)
- Суммарная мощность моторов 536 л.с. /400 кВт
- Крутящий момент - 1000 Нм
- Максимальная скорость (электронно ограничена) - 250 км/ч
- Время разгона 0-100 км/ч - <5 сек.
- 84 Литий-ионных аккумулятора производства фирмы Evonik Industries AG.
- Длина пробега с одной зарядки >300 км.
- Время подзараядки - до <30 мин.
- Акустический Sound Generator